# Листопад 2018
Листопад 2018 — одинадцятий місяць 2018 року, що розпочався в четвер 1 листопада та закінчився в п'ятницю 30 листопада.

## Події
- 1 листопада
  - У Великій Британії легалізовано медичну марихуану[1].
  - Україна увійшла у п'ятірку країн, де свободу слова в інтернеті за останні п'ять років обмежували найбільше, за  дослідженням центру Freedom House. [2]
  - Російська Федерація ввела санкції проти 322 українських громадян і 68 компаній.[3]
  - У Києві на 17 основних магістралях міста швидкість руху транспорту знову обмежено до 50 км/ч. [4]
- 2 листопада
  - В Україні на державному рівні відзначено День пам'яті жертв Батуринської різанини[5].
  - У Пакистані проходять протести через звільнення судом християнки Асії Бібі з ув'язнення[6].
  - В Україні набуває чинності закон щодо незаконного використання поліцейської символіки.[7][8]
  - З аеропортів України стартували 22 нові рейси, найбільше рейсів буде здійснювати Ryanair з Києва та зі Львова.[9]
- 3 листопада
  - Президент України Петро Порошенко підписав угоду про співпрацю із Вселенським Патріархом Варфоломієм[10].
  - Український гімнаст Олег Верняєв здобув срібну медаль чемпіонату світу зі спортивної гімнастики у вправах на брусах[11].
  - Новим головою наглядової ради "Укренерго" обраний Шевкі Аджунер, його заступником -  Сергій Кушнір.[12]
  - У виключній економічній зоні Латвії був зафіксований російський військовий корабель [13]
- 4 листопада
  - Померла українська громадська активістка Катерина Гандзюк, яку 31 серпня облили кислотою[14].
  - У заморському володінні Франції, Новій Каледонії, на референдумі більшість (56,4 %) не підтримала незалежність[15].
  - В Польщі поблизу міста Бохня на автостраді А4 сталося зіткнення чотирьох легкових автомобілів й двоповерхового українського автобуса [16]
- 5 листопада
  - На честь українського дисидента Василя Макуха у Празі на вулиці Українська, що в районі Прага 10[cs], назвали міст через річку Ботіч[cs][17].
  - Об'єднані сили, які беруть участь в операції на Донбасі, провели навчання з використанням засобів протиповітряної оборони (ППО) і ударної авіації. [18]
  - Верховний суд підтвердив, що в питанні оприлюднення декларацій посадових осіб СБУ, НАЗК діє в рамках закону.[19]
- 6 листопада
  - У виборах, що пройшли в США, Демократична партія отримала більшість в Палаті представників, а Республіканська додатково збільшила свою більшість у Сенаті[20].
- 7 листопада
  - Європейське космічне агентство і NASA випустили спільне відео про МКС у форматі 8K (ultra high definition) [21]
  - Президент України Петро Порошенко  підписав законопроєкт про кримінальну відповідальність за незаконний перетин державного кордону України.[22]
- 8 листопада
  - Зонд НАСА Parker Solar Probe встановив рекорди швидкості для штучних об'єктів і мінімальної відстані наближення до Сонця.[23].
  - Український фільм "Дике поле" (екранізація роману «Ворошиловград» Сергія Жадана) вийшов в прокат. [24]
  - США ухвалили додаткові санкції проти Росії[25].
  - Верховна Рада України ухвалила Постанову "Про відзначення на державному рівні 75-х роковин початку депортації українців із Польщі у 1944—1951 роках[26].
- 10 листопада
  - Олександр Усик переміг Тоні Белью нокаутом і захистив титул абсолютного чемпіона світу[27].
- 11 листопада
  - Вибори у ДНР та ЛНР. У Європейському Союзі, США, Японії заявили, що проведення виборів є порушенням Мінських домовленостей. Німеччина і Франція вважають вибори незаконними. У МЗС України наголосили, що вибори не будуть визнані Україною.[28]
- 12 листопада
  - У віці 95 років помер видатний американський автор коміксів Стен Лі[29].
- 13 листопада
  - Українська православна церква Московського патріархату відмовилася від участі у створенні Української автокефальної церкви та розірвала євхаристичні відносини з Константинопольським патріархатом[30].
  - Президент України Петро Порошенко вручив орден Свободи лідерові кримськотатарського народу Мустафі Джемілєву[31]
- 14 листопада
  - Кабінет міністрів Великої Британії схвалив проєкт угоди про вихід країни з Євросоюзу[32].
  - Внаслідок ДТП на Рівненщині загинув кількаразовий чемпіон світу та Європи з армреслінгу Андрій Пушкар[33].
- 15 листопада
  - Протягом тижня внаслідок пожеж у штаті Каліфорнія (США) щонайменше 56 людей загинули, 130 зникли безвісти[34].
  - У Києві невідомі кидали "коктейлі Молотова" у двері стилобату Андріївської церкви. [35]
- 16 листопада
  - На 26-й Генеральній конференції з мір і ваг у Парижі ухвалене рішення перевизначити чотири основні одиниці системи SI: кілограм, ампер, кельвін і моль[36].
  - Український режисер Олег Сенцов та американський сенатор Джон Маккейн стали лауреатом міжнародної премії в області журналістських розслідувань і захисту прав людини в усьому світі імені Сергія Магнітського[37].
  - ВМС Аргентини повідомили про виявлення на дні Атлантичного океану на глибині 800 м зниклого 15 листопада 2017 року військового підводного човна ARA San Juan (S-42) із 44 людьми на борту[38].
- 17 листопада
  - У віці 88 років померла Діана Петриненко — українська співачка, народна артистка УРСР і СРСР, Шевченківський лауреат[39]
- 18 листопада
  - Німець Александр Зверєв переміг у фіналі ATP серба Новака Джоковича та вперше здобув титул переможця турніру[40].
- 19 листопада
  - Фільм «Переломний момент: Війна за демократію в Україні» потрапив до довгого списку номінантів на премію «Оскар» у номінації «найкращий документальний фільм»[41].
  - Міністр оборони Канади Гарджіт Саджан заявив про прихильність Канади стабільності та безпеці в Україні на зустрічі з Міністром закордонних справ України Павлом Клімкіним [42]
- 20 листопада
  - Верховна Рада України ухвалила рішення про перейменування Кіровоградської області на Кропивницьку та направила законопроєкт до Конституційного суду[43].
- 21 листопада
  - Федерація футболу України довічно відсторонила шістьох колишніх гравців футбольного клубу Олімпік (Донецьк) після розгляду справи про договірні матчі[44].
  - Генеральний директор Wizz Air Джозеф Вараді зустрівся із Петром Порошенком для обговорення відновлення діяльності "Візз Ейр Україна". [45]
- 22 листопада
  - На 79-му році життя помер видатний український перекладач і письменник Віктор Шовкун[46][47]
- 23 листопада
  - Китаянка Цзюй Веньцзюнь стала чемпіонкою світу із шахів, перемігши у фіналі Катерину Лагно[48].
- 24 листопада
  - Рух «Жовті жилети»: у протестах у Франції взяли участь понад 100 тис. чоловік[49].
- 25 листопада
  - Інцидент у Керченській протоці: російський ПСКР «Дон» здійснив таран рейдового буксира «Яни Капу» поблизу Керченської протоки під час переходу катерної групи ВМС України з Одеси до Маріуполя. Потім росіяни відкрили по групі вогонь, у результаті 3 українські судна захоплені, 23 моряка полонені, 6 із них — поранені.[50][51]
  - Протести євробляхарів: власники автомобілів з іноземною реєстрацією блокують пункти пропуску на західній ділянці кордону України[52].
  - Країни ЄС підписали угоду про вихід Британії із Європейського Союзу[53].
- 26 листопада
  - Міжнародний трибунал у Парижі постановив стягнути з РФ на користь Ощадбанку 1,3 млрд доларів як компенсацію збитків, завданих внаслідок анексії Криму[54]
  - Верховна Рада України після агресії прикордонних кораблів РФ у Керченській протоці проти кораблів ВМСУ затвердила запровадження воєнного стану на території 10 областей з 28 листопада 2018 року терміном на 30 діб[55].
  - Спускний апарат НАСА InSight успішно здійснив м'яку посадку на Марс[56].
- 28 листопада
  - Указом Кабінету Міністрів України споруди Почаївської лаври повернуто до складу Кременецько-Почаївського заповідника[57].
  - Священний Синод Вселенського Патріархату вирішив розпустити Архієпископство РПЦ в Західній Європі, скасувавши Патріарший Томос 1999 року[58].
  - У другому турі президентських виборів у Грузії Саломе Зурабішвілі перемогла Грігола Вашадзе[59].
  - Магнус Карлсен переміг Фабіано Каруана у матчі за звання чемпіона світу із шахів, відстоявши титул чемпіона[60].
- 30 листопада
  - Помер 41-й президент США (1989—1993), республіканець Джордж Буш — старший[61]